# Первомайский (Завьяловский район)
Первома́йский — село в  Завьяловском районе Удмуртской Республики России. В рамках организации местного самоуправления входит (с 2021 года) в муниципальный округ Завьяловский район. Входит в пригородную зону города Ижевска.

## География
Расположено в 10 км к востоку от центра Ижевска, находясь недалеко от границы города.

## История
6 июня 1959 года Указом ВС УАССР вновь возникшей на территории учебного хозяйства Ижевского сельскохозяйственного института Ферме № 3 присвоено название посёлок Первомайский, административно подчинив его Чемошурскому сельсовету. В качестве отдельного посёлка ферма существовала как минимум с 1955 года.
Постановлением Президиума ВС УАССР от 19 декабря 1966 года центр Чемошурского сельсовета переносится в посёлок Первомайский, и сельсовет переименовывается в Первомайский сельсовет. В 1994 сельсовет преобразуется в Первомайскую сельскую администрацию, а в 2005 в Муниципальное образование «Первомайское» (сельское поселение).
В 2004 году   Постановлением Государственного Совета Удмуртской Республики от 26.10.2004 г № 309-III посёлок Первомайский преобразовывается в село

## Население
| 2010 | 2012  | 2021  |
| ---- | ----- | ----- |
| 2850 | ↗2884 | ↗4450 |

## Экономика
Основные предприятия села ГУП «Завьяловская ПМК», ООО ОНТП «Первомайское», Удмуртский государственный научно-исследовательский институт сельского хозяйства (УГНИИСХ).
Часть жителей села вовлечена в экономику Ижевска в форме маятниковой миграции.

## Объекты социальной сферы
В Первомайский работают МОУ «Первомайская средняя общеобразовательная школа имени Героя Советского Союза А. Н. Сабурова», детский сад, МУЧ «Культурный комплекс „Первомайский“» (созданный на базе библиотеки), клуб.
В селе также действует храм Святого Спиридона Тримифунтского.

## Транспорт
Из Ижевска в Первомайский ходят автобусные маршруты № 28 и 400.

### Уличная сеть
- улица Азина
- улица Архитектора Сергея Макарова
- Весенняя улица
- Вишневая улица
- Зелёная улица
- улица Ленина
- Лесная улица
- Луговая улица
- Майская улица
- Малиновая улица
- Мира улица
- Молодёжная улица
- Нижняя улица
- улица имени Николая Харина
- Новая улица
- Октябрьская улица
- улица Оружейников
- Пионерская улица
- Полевая улица
- Рождественская улица
- улица Сабурова
- Садовая улица
- улица Свободы
- Светлая улица
- Сиреневая улица
- Советская улица
- Совхозная улица
- Солнечная улица
- Сосновая улица
- улица Строителей
- улица Строителя Николая Шишкина
- Фруктовая улица
- Цветочная улица
- Юбилейная улица
- Южная улица